# Église en bois Saint-Pierre-et-Saint-Paul de Selenac
Pour les articles homonymes, voir Église Saint-Pierre-et-Saint-Paul.
L'église en bois Saint-Pierre-et-Saint-Paul de Selenac (en serbe cyrillique : Црква брвнара Светих Апостола Петра и Павла у Селанцу ; en serbe latin : Crkva brvnara Svetih Apostola Petra i Pavla u Selancu) est une église orthodoxe serbe serbe située à Selenac, dans le district de Mačva et dans la municipalité de Ljubovija en Serbie. Elle est inscrite sur la liste des monuments culturels protégés de la république de Serbie (no SK 578),.

## Présentation
La date exacte de la construction de l'église est inconnue mais les spécialistes supposent qu'elle remonte au XIIIe siècle. Elle a été complètement restaurée en 1816.

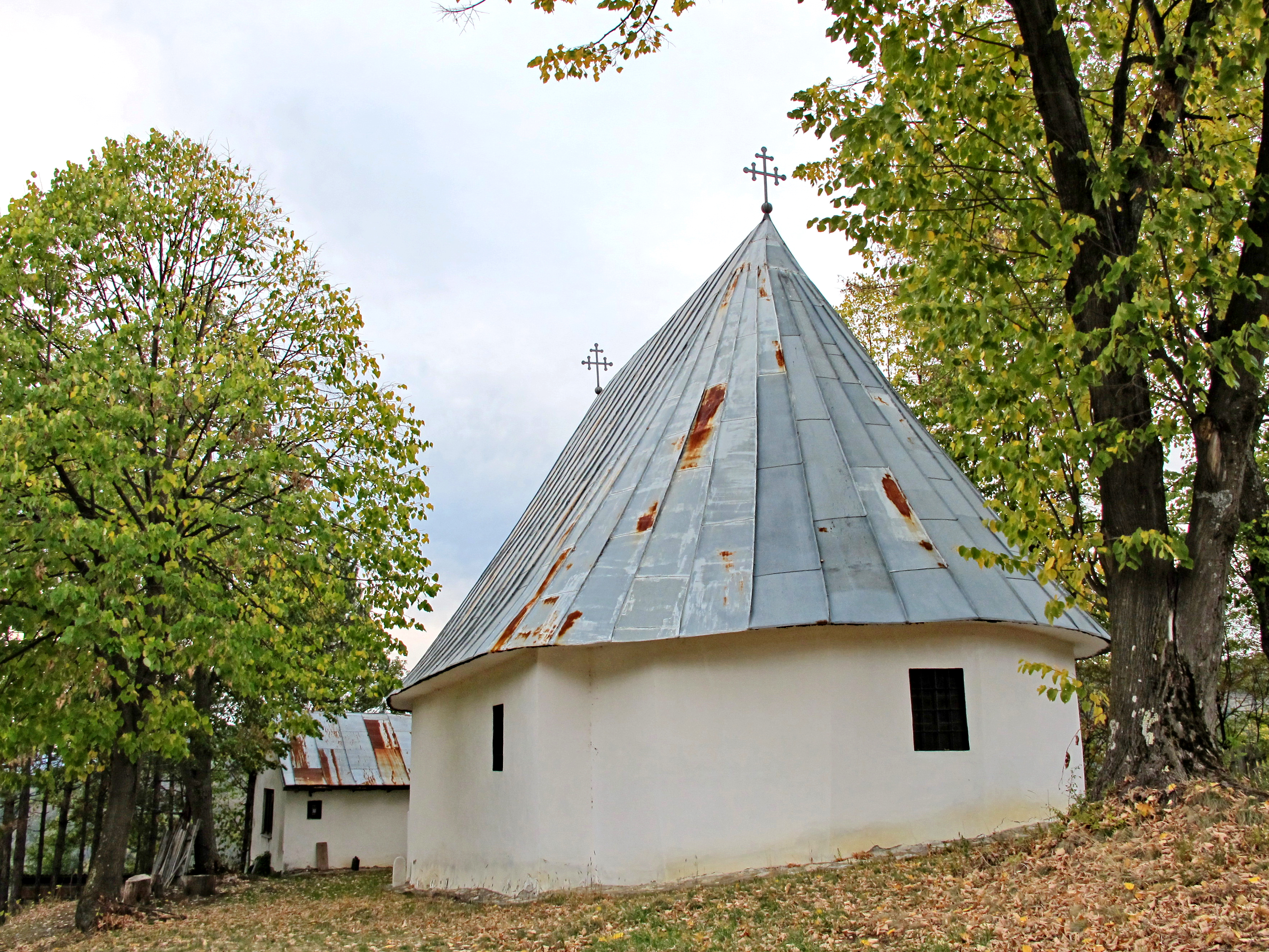
Autre vue de l'église

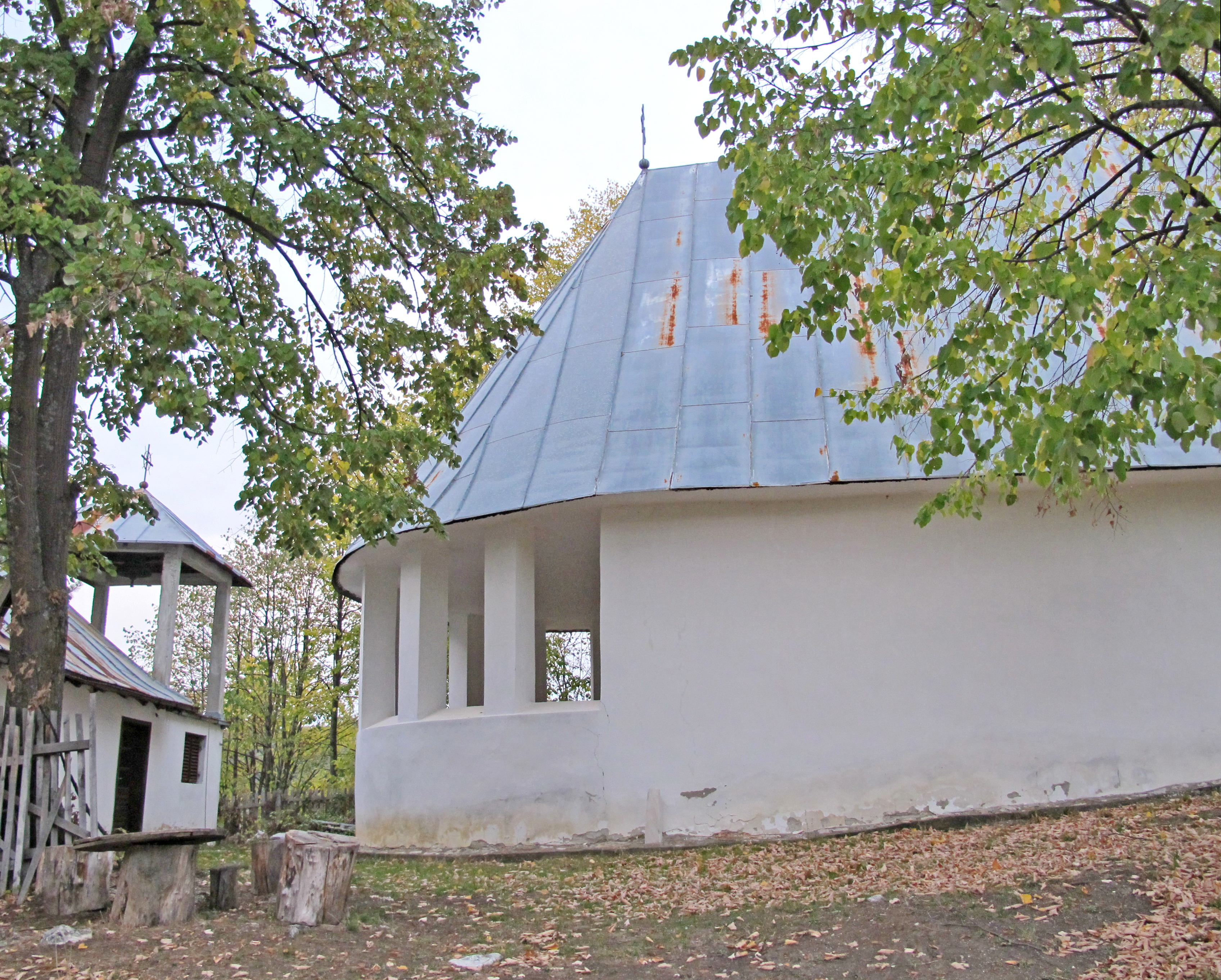
Le porche d'entrée
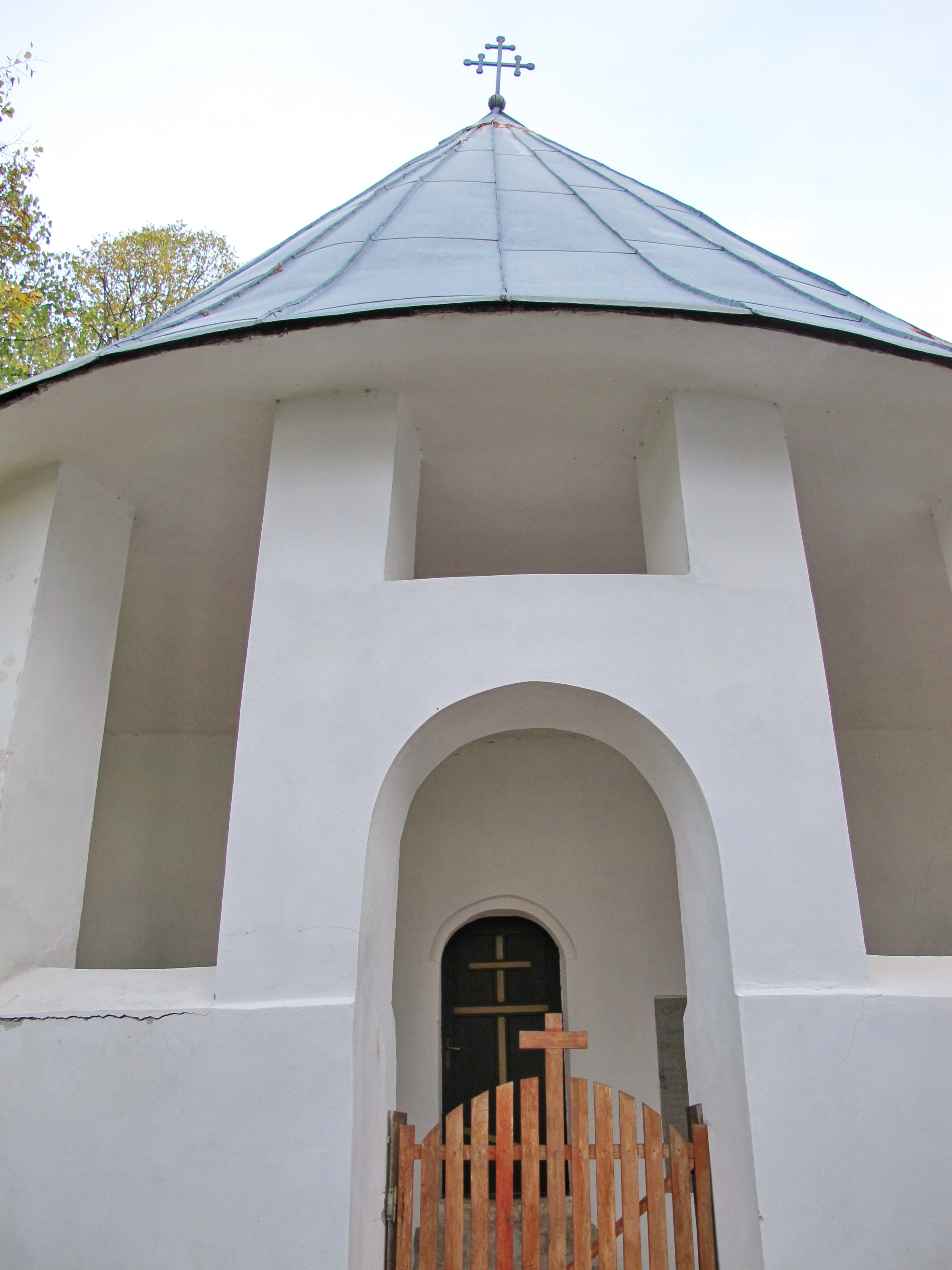
Détail de l'entrée
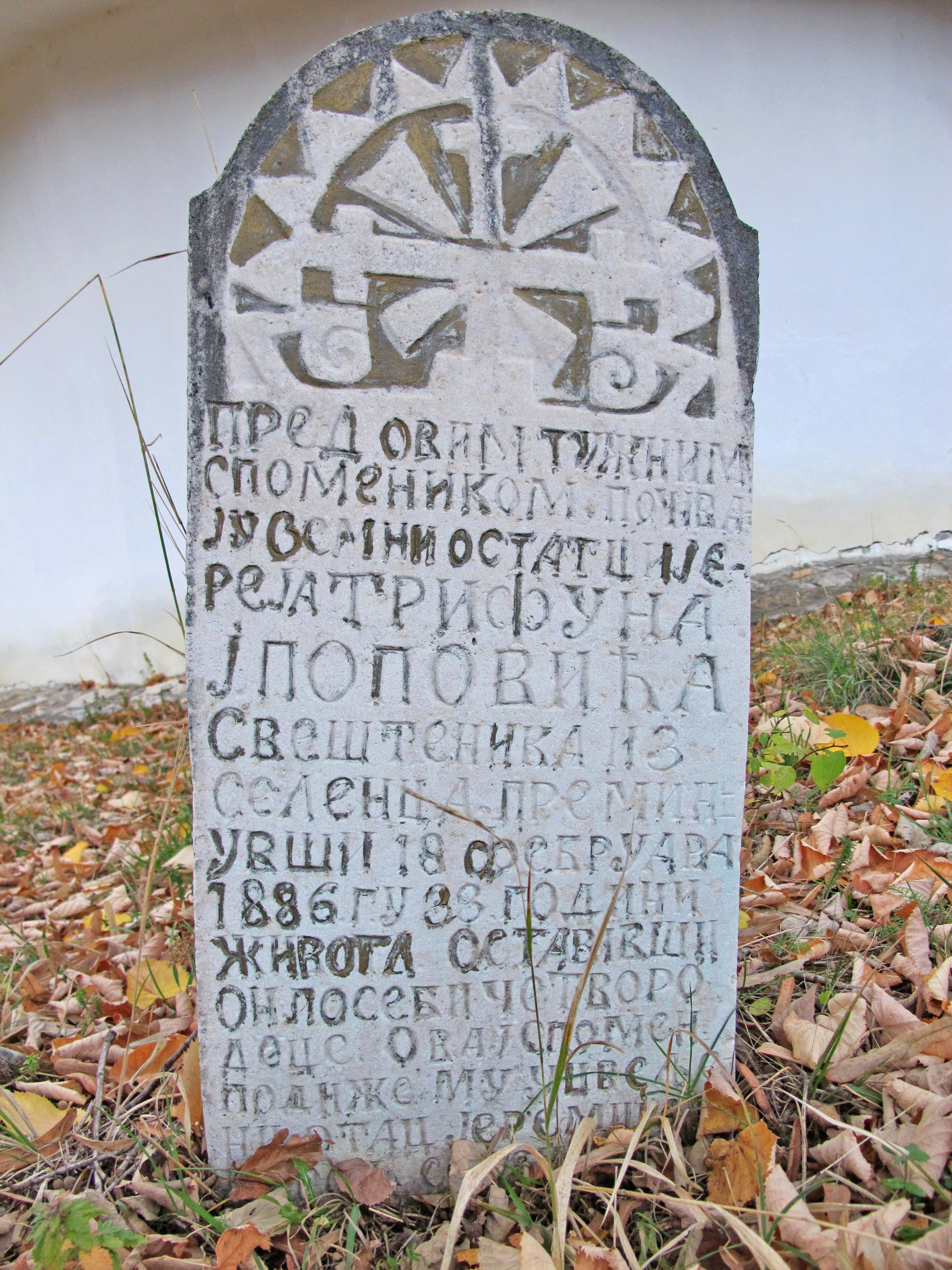
Une stèle près de l'église